# Mikuláš Konopka
Mikuláš Konopka (né le 23 janvier 1979 à Rimavská Sobota) est un athlète slovaque, spécialiste du lancer du poids.

## Biographie
Initialement troisième des Championnats d'Europe en salle 2002, Mikuláš Konopka est déchu de sa médaille de bronze après avoir été contrôlé positif au Stanozolol. Il est suspendu deux ans par l'IAAF de mars 2002 à mars 2004.
Il remporte le titre des Championnats d'Europe en salle 2007, à Birmingham, en devançant avec la marque de 21,57 m le Biélorusse Pavel Lyzhyn et le Danois Joachim Olsen. 
Le 13 mai 2008, Mikuláš Konopka est contrôlé positif à la méthandrosténolone et est suspendu à vie par l'IAAF,.

### Palmarès
| Date | Compétition                    | Lieu       | Résultat | Marque  |
| ---- | ------------------------------ | ---------- | -------- | ------- |
| 1998 | Championnats du monde juniors  | Annecy     | 1er      |         |
| 2001 | Universiade                    | Pékin      | 5e       |         |
| 2004 | Jeux olympiques                | Athènes    | 10e      | 19,92 m |
| 2005 | Championnats d'Europe en salle | Madrid     | 5e       |         |
| 2005 | Championnats du monde          | Helsinki   | 11e      |         |
| 2005 | Finale mondiale de l'IAAF      | Monaco     | 8e       |         |
| 2006 | Championnats d'Europe          | Göteborg   | 12e      | 19,65 m |
| 2007 | Championnats d'Europe en salle | Birmingham | 1er      | 21,57 m |

### Records
| Épreuve         | Épreuve   | Performance | Lieu       | Date        |
| --------------- | --------- | ----------- | ---------- | ----------- |
| Lancer du poids | Plein air | 20,66 m     | Ostrava    | 31 mai 2001 |
| Lancer du poids | Salle     | 21,57 m     | Birmingham | 2 mars 2007 |